# Ústřední kontrolní a revizní komise Komunistické strany Československa
Ústřední kontrolní a revizní komise Komunistické strany Československa byla kontrolním orgánem KSČ.
Její činnost spočívala v kontrole dodržování stanov, kontrole plnění usnesení nejvyšších orgánů a v dohledu nad vyřizováním stížností. Dále pak revizi  hospodaření všech stranických organizací, podniků, institucí a zařízení, disciplinární řízení a členské otázky.
Tato komise byla volena sjezdem KSČ. Její práce se řídila stanovami strany a jejími směrnicemi a usneseními sjezdů. Zprávy o své činnosti a výsledcích kontroly předkládala sjezdu a ústřednímu výboru strany.
Komise byla orgánem Ústředního výboru Komunistické strany Československa. Podřízeným orgánem byla Ústřední kontrolní a revizní komise Ústředního výboru Komunistické strany Slovenska v čele s předsedou. Komise neměla žádné pravomoci. Její kontroly tak byly spíše informací o každodenní činnosti strany. Také měla podíl na tzv. stranických čistkách.

## Vedení
Předseda komise se účastnil jednání předsednictva a sekretariátu ÚV KSČ.

### Předsedové
- Josef Štětka (1929–1962)
- Pavel Hron (1962–1968)
- Miloš Jakeš (1968–1977)
- Miroslav Čapka (1977–1983)
- Jaroslav Hajn (1984–1989)
- Karel Urbánek (1989–1990)